# Mohamed Ali Moncer
Mohamed Ali Moncer, né le 28 avril 1991 à Sfax, est un footballeur international tunisien. Il évolue au poste de milieu offensif avec le FC Brandbergen.

## Biographie
Il participe à la CAN 2015.

## Carrière
- juillet 2009-août 2016 : Club sportif sfaxien (Tunisie)
- août 2016-septembre 2018 : Espérance sportive de Tunis (Tunisie)
  - septembre 2017-janvier 2018 : Ittihad Alexandrie (Égypte), en prêt
- septembre 2018-septembre 2021 : Club sportif sfaxien (Tunisie)
  - janvier-juin 2020 : Al-Muharraq Club (Bahreïn), en prêt
- septembre 2021-janvier 2022 : Al-Aïn FC (Arabie saoudite)
- janvier 2022-septembre 2023 : Mesaimeer SC (en) (Qatar)
- depuis septembre 2023 : FC Brandbergen (Suède)

## Palmarès
- Coupe de la confédération (1) :
  - Vainqueur : 2013
  - Finaliste : 2010
- Coupe nord-africaine des vainqueurs de coupe (1) :
  - Vainqueur : 2009
- Champion de Tunisie (3) :
  - Vainqueur : 2013, 2017, 2018
- Coupe de Tunisie (2) :
  - Vainqueur : 2019, 2021